# Bahnstrecke Niversac–Agen
| Bahnhofsgebäude Versannes, La Douze, Dordogne, März 2012 |                      |                                                     |                                                     |
| Streckenverlauf |                      |                                                     |                                                     |
| Streckennummer (SNCF): | 631 000              |                                                     |                                                     |
| Kursbuchstrecke (SNCF): | 101, 102             |                                                     |                                                     |
| Streckenlänge: | 140,3 km             |                                                     |                                                     |
| Spurweite: | 1435 mm (Normalspur) |                                                     |                                                     |
| Maximale Neigung: | 10,7 ‰               |                                                     |                                                     |
| |                      |                                                     |                                                     |
| \| \| \| Bahnstrecke Coutras–Tulle von Coutras \| \| \| \| 86,391 \| Niversac \| 115 m \| \| \| 86,6 511,2 \| Bahnstrecke Coutras–Tulle nach Tulle \| Bahnstrecke Coutras–Tulle nach Tulle \| \| \| 518,4 \| Les Versannes \| 150 m \| \| \| ~518,6 \| D 710 (ehem. N 710) \| D 710 (ehem. N 710) \| \| \| 524,7 \| La Gélie \| 202 m \| \| \| 525,4 \| Tunnel de La Gélie (373 m) \| Tunnel de La Gélie (373 m) \| \| \| 529,7 \| Viaduc du Colombier (88 m) \| Viaduc du Colombier (88 m) \| \| \| 531,8 \| Viaduc de Miremont (162 m) \| Viaduc de Miremont (162 m) \| \| \| 533,9 \| Mauzens-Miremont \| 114 m \| \| \| 534,5 \| Viaduc de Souffron (114 m) \| Viaduc de Souffron (114 m) \| \| \| 535,5 \| Viaduc de Lortal (106 m) \| Viaduc de Lortal (106 m) \| \| \| 539,0 \| Tunnel de Laugerie (77 m) \| Tunnel de Laugerie (77 m) \| \| \| 539,3 \| Vézère (Viaduc de Laugerie, 97 m) \| Vézère (Viaduc de Laugerie, 97 m) \| \| \| 540,6 \| Les Eyzies \| 68 m \| \| \| 541,1 \| Vézère (Viaduc des Eyzies, 134 m) \| Vézère (Viaduc des Eyzies, 134 m) \| \| \| ~547,3 \| D 703 (ehem. N 703) \| D 703 (ehem. N 703) \| \| \| 548,5 \| Le Bugue \| 63 m \| \| \| 549,4 \| Vézère(Viaduc du Bugue, 90 m) \| Vézère(Viaduc du Bugue, 90 m) \| \| \| \| Bahnstrecke Libourne–Buisson von Libourne \| \| \| \| 556,1 \| Dordogne (21 m) \| Dordogne (21 m) \| \| \| 556,2 \| Dordogne (204 m) \| Dordogne (204 m) \| \| \| 557,4 \| Le Buisson \| 63 m \| \| \| 564,4 \| Siorac-en-Périgord \| 74 m \| \| \| 564,8 \| Bahnstrecke Siorac-en-Périgord–Cazoulès n. Cazoulès \| Bahnstrecke Siorac-en-Périgord–Cazoulès n. Cazoulès \| \| \| 569,7 \| Viaduc de Fongauffier (115 m) \| Viaduc de Fongauffier (115 m) \| \| \| 570,6 \| Belvès \| 106 m \| \| \| 570,8 \| Viaduc de Lagrange (178 m) \| Viaduc de Lagrange (178 m) \| \| \| 572,2 \| Viaduc de Patouly (82 m) \| Viaduc de Patouly (82 m) \| \| \| 572,8 \| Viaduc de Puech-Goudou (82 m) \| Viaduc de Puech-Goudou (82 m) \| \| \| 573,4 \| Viaduc de Larzac (321 m) \| Viaduc de Larzac (321 m) \| \| \| 574,7 \| Viaduc de Las-Tuques (211 m) \| Viaduc de Las-Tuques (211 m) \| \| \| 579,0 \| Tunnel de Latrape (1734 m) \| Tunnel de Latrape (1734 m) \| \| \| ~577,9 \| D 710 (ehem. N 710) \| D 710 (ehem. N 710) \| \| \| 581,4 \| Le Got \| 211 m \| \| \| ~583,5 \| D 710 (ehem. N 710) \| D 710 (ehem. N 710) \| \| \| \| Lémance \| \| \| \| ~588,2 \| D 710 (ehem. N 710) \| D 710 (ehem. N 710) \| \| \| \| Bahnstrecke Loubejac–Sarlat (CFD) von Sarlat \| \| \| \| 588,5 \| Villefranche-du-Périgord \| 153 m \| \| \| \| Bahnstrecke Loubejac–Sarlat (CFD) nach Loubejac \| \| \| \| 590,3 \| Lémance (2×) \| Lémance (2×) \| \| \| ~591,1 \| Grenze Départements Dordogne / Lot-et-Garonne \| Grenze Départements Dordogne / Lot-et-Garonne \| \| \| \| Lémance (3×) \| \| \| \| 594,0 \| Sauveterre-la-Lémance \| 121 m \| \| \| 596,9 \| Lémance (10 m) \| Lémance (10 m) \| \| \| 597,6 \| Saint-Front-sur-Lémance \| 106 m \| \| \| 601,6 \| Lémance (13 m) \| Lémance (13 m) \| \| \| 601,7 \| Tunnel de La Tuquette (137 m) \| Tunnel de La Tuquette (137 m) \| \| \| 602,1 \| Lémance (2×, 15+19 m) \| Lémance (2×, 15+19 m) \| \| \| 602,8 \| Cuzorn \| 92 m \| \| \| 608,6 \| Bahnstrecke Monsempron-Libos–Cahors von Cahors \| Bahnstrecke Monsempron-Libos–Cahors von Cahors \| \| \| 608,8 \| Monsempron-Libos \| 77 m \| \| \| 611,1 \| Pont de Las Cabales (40 m) \| Pont de Las Cabales (40 m) \| \| \| 613,1 \| Ondes (50 m) \| Ondes (50 m) \| \| \| 615,6 \| Trentels-Ladignac \| 77 m \| \| \| 617,0 \| Lot (Viaduc de Boyer, 100 m) \| Lot (Viaduc de Boyer, 100 m) \| \| \| 624,1 \| Tunnel de Penne n°1 (40 m) \| Tunnel de Penne n°1 (40 m) \| \| \| 624,2 \| Tunnel de Penne n°2 (290 m) \| Tunnel de Penne n°2 (290 m) \| \| \| \| \| \| \| \| \| Bahnstrecke Penne-d’Agenais–Tonneins von Tonneins \| \| \| \| \| \| \| \| \| 625,5 \| Penne (Lot-et-Garonne) \| 68 m \| \| \| 630,0 \| Hautefage-Auradou \| 88 m \| \| \| 632,9 \| Vitalis (58 m) \| Vitalis (58 m) \| \| \| 635,9 \| Tunnel de Laroque (1 264 m) \| Tunnel de Laroque (1 264 m) \| \| \| 637,5 \| Laroque \| 146 m \| \| \| 640,0 \| Viaduc de Téoulère (80 m) \| Viaduc de Téoulère (80 m) \| \| \| 640,4 \| Tunnel de Laille (100 m) \| Tunnel de Laille (100 m) \| \| \| 642,0 \| Saint-Arnaud (135 m) \| Saint-Arnaud (135 m) \| \| \| 646,5 \| Pont-du-Casse \| 68 m \| \| \| ~647,9 \| D 656 (ehem. N 656) \| D 656 (ehem. N 656) \| \| \| 650,6 \| Canal latéral à la Garonne (29 m) \| Canal latéral à la Garonne (29 m) \| \| \| 651,6 136,3 \| Bahnstrecke Bordeaux–Sète von Toulouse-Matabiau \| Bahnstrecke Bordeaux–Sète von Toulouse-Matabiau \| \| \| ~136,3 \| Av. Henri Barbusse (ehem. N 656) \| Av. Henri Barbusse (ehem. N 656) \| \| \| ~136,0 \| D 656 (ehem. N 21) \| D 656 (ehem. N 21) \| \| \| 135,5 \| Agen \| 48 m \| \| \| \| Bahnstrecke Bordeaux–Sète n. Bordeaux-Saint-Jean \| \| |                      |                                                     |                                                     |
| |                      | Bahnstrecke Coutras–Tulle von Coutras               |                                                     |
| Bahnhof | 86,391               | Niversac                                            | 115 m                                               |
| Abzweig geradeaus und nach links | 86,6 511,2           | Bahnstrecke Coutras–Tulle nach Tulle                | Bahnstrecke Coutras–Tulle nach Tulle                |
| Bahnhof | 518,4                | Les Versannes                                       | 150 m                                               |
| Bahnübergang | ~518,6               | D 710 (ehem. N 710)                                 | D 710 (ehem. N 710)                                 |
| ehemaliger Bahnhof | 524,7                | La Gélie                                            | 202 m                                               |
| Tunnel | 525,4                | Tunnel de La Gélie (373 m)                          | Tunnel de La Gélie (373 m)                          |
| Brücke | 529,7                | Viaduc du Colombier (88 m)                          | Viaduc du Colombier (88 m)                          |
| Brücke | 531,8                | Viaduc de Miremont (162 m)                          | Viaduc de Miremont (162 m)                          |
| Bahnhof | 533,9                | Mauzens-Miremont                                    | 114 m                                               |
| Brücke über Wasserlauf | 534,5                | Viaduc de Souffron (114 m)                          | Viaduc de Souffron (114 m)                          |
| Brücke | 535,5                | Viaduc de Lortal (106 m)                            | Viaduc de Lortal (106 m)                            |
| Tunnel | 539,0                | Tunnel de Laugerie (77 m)                           | Tunnel de Laugerie (77 m)                           |
| Brücke über Wasserlauf | 539,3                | Vézère (Viaduc de Laugerie, 97 m)                   | Vézère (Viaduc de Laugerie, 97 m)                   |
| Bahnhof | 540,6                | Les Eyzies                                          | 68 m                                                |
| Brücke über Wasserlauf | 541,1                | Vézère (Viaduc des Eyzies, 134 m)                   | Vézère (Viaduc des Eyzies, 134 m)                   |
| Bahnübergang | ~547,3               | D 703 (ehem. N 703)                                 | D 703 (ehem. N 703)                                 |
| Bahnhof | 548,5                | Le Bugue                                            | 63 m                                                |
| Brücke über Wasserlauf | 549,4                | Vézère(Viaduc du Bugue, 90 m)                       | Vézère(Viaduc du Bugue, 90 m)                       |
| Abzweig geradeaus und von rechts |                      | Bahnstrecke Libourne–Buisson von Libourne           | Bahnstrecke Libourne–Buisson von Libourne           |
| Brücke über Wasserlauf | 556,1                | Dordogne (21 m)                                     | Dordogne (21 m)                                     |
| Brücke über Wasserlauf | 556,2                | Dordogne (204 m)                                    | Dordogne (204 m)                                    |
| Bahnhof | 557,4                | Le Buisson                                          | 63 m                                                |
| Bahnhof | 564,4                | Siorac-en-Périgord                                  | 74 m                                                |
| Abzweig geradeaus und nach links | 564,8                | Bahnstrecke Siorac-en-Périgord–Cazoulès n. Cazoulès | Bahnstrecke Siorac-en-Périgord–Cazoulès n. Cazoulès |
| Brücke | 569,7                | Viaduc de Fongauffier (115 m)                       | Viaduc de Fongauffier (115 m)                       |
| Bahnhof | 570,6                | Belvès                                              | 106 m                                               |
| Brücke | 570,8                | Viaduc de Lagrange (178 m)                          | Viaduc de Lagrange (178 m)                          |
| Brücke | 572,2                | Viaduc de Patouly (82 m)                            | Viaduc de Patouly (82 m)                            |
| Brücke | 572,8                | Viaduc de Puech-Goudou (82 m)                       | Viaduc de Puech-Goudou (82 m)                       |
| Brücke | 573,4                | Viaduc de Larzac (321 m)                            | Viaduc de Larzac (321 m)                            |
| Brücke | 574,7                | Viaduc de Las-Tuques (211 m)                        | Viaduc de Las-Tuques (211 m)                        |
| Tunnel | 579,0                | Tunnel de Latrape (1734 m)                          | Tunnel de Latrape (1734 m)                          |
| Brücke | ~577,9               | D 710 (ehem. N 710)                                 | D 710 (ehem. N 710)                                 |
| ehemaliger Bahnhof | 581,4                | Le Got                                              | 211 m                                               |
| Brücke | ~583,5               | D 710 (ehem. N 710)                                 | D 710 (ehem. N 710)                                 |
| Brücke über Wasserlauf |                      | Lémance                                             | Lémance                                             |
| Bahnübergang | ~588,2               | D 710 (ehem. N 710)                                 | D 710 (ehem. N 710)                                 |
| Strecke · U-Bahn-Strecke von links (außer Betrieb) |                      | Bahnstrecke Loubejac–Sarlat (CFD) von Sarlat        | Bahnstrecke Loubejac–Sarlat (CFD) von Sarlat        |
| Bahnhof · U-Bahn-Bahnhof | 588,5                | Villefranche-du-Périgord                            | 153 m                                               |
| Strecke · U-Bahn-Strecke nach links (außer Betrieb) |                      | Bahnstrecke Loubejac–Sarlat (CFD) nach Loubejac     | Bahnstrecke Loubejac–Sarlat (CFD) nach Loubejac     |
| Brücke über Wasserlauf | 590,3                | Lémance (2×)                                        | Lémance (2×)                                        |
| Grenze | ~591,1               | Grenze Départements Dordogne / Lot-et-Garonne       | Grenze Départements Dordogne / Lot-et-Garonne       |
| Brücke über Wasserlauf |                      | Lémance (3×)                                        | Lémance (3×)                                        |
| Bahnhof | 594,0                | Sauveterre-la-Lémance                               | 121 m                                               |
| Brücke über Wasserlauf | 596,9                | Lémance (10 m)                                      | Lémance (10 m)                                      |
| ehemaliger Haltepunkt / Haltestelle | 597,6                | Saint-Front-sur-Lémance                             | 106 m                                               |
| Brücke über Wasserlauf | 601,6                | Lémance (13 m)                                      | Lémance (13 m)                                      |
| Tunnel | 601,7                | Tunnel de La Tuquette (137 m)                       | Tunnel de La Tuquette (137 m)                       |
| Brücke über Wasserlauf | 602,1                | Lémance (2×, 15+19 m)                               | Lémance (2×, 15+19 m)                               |
| ehemaliger Bahnhof | 602,8                | Cuzorn                                              | 92 m                                                |
| Abzweig geradeaus und von links | 608,6                | Bahnstrecke Monsempron-Libos–Cahors von Cahors      | Bahnstrecke Monsempron-Libos–Cahors von Cahors      |
| Bahnhof | 608,8                | Monsempron-Libos                                    | 77 m                                                |
| Brücke | 611,1                | Pont de Las Cabales (40 m)                          | Pont de Las Cabales (40 m)                          |
| Brücke über Wasserlauf | 613,1                | Ondes (50 m)                                        | Ondes (50 m)                                        |
| Bahnhof | 615,6                | Trentels-Ladignac                                   | 77 m                                                |
| Brücke über Wasserlauf | 617,0                | Lot (Viaduc de Boyer, 100 m)                        | Lot (Viaduc de Boyer, 100 m)                        |
| Tunnel | 624,1                | Tunnel de Penne n°1 (40 m)                          | Tunnel de Penne n°1 (40 m)                          |
| Tunnel | 624,2                | Tunnel de Penne n°2 (290 m)                         | Tunnel de Penne n°2 (290 m)                         |
| |                      |                                                     |                                                     |
| Abzweig geradeaus und von rechts |                      | Bahnstrecke Penne-d’Agenais–Tonneins von Tonneins   | Bahnstrecke Penne-d’Agenais–Tonneins von Tonneins   |
| |                      |                                                     |                                                     |
| Bahnhof | 625,5                | Penne (Lot-et-Garonne)                              | 68 m                                                |
| ehemaliger Haltepunkt / Haltestelle | 630,0                | Hautefage-Auradou                                   | 88 m                                                |
| Brücke über Wasserlauf | 632,9                | Vitalis (58 m)                                      | Vitalis (58 m)                                      |
| Tunnel | 635,9                | Tunnel de Laroque (1 264 m)                         | Tunnel de Laroque (1 264 m)                         |
| Bahnhof | 637,5                | Laroque                                             | 146 m                                               |
| Brücke über Wasserlauf | 640,0                | Viaduc de Téoulère (80 m)                           | Viaduc de Téoulère (80 m)                           |
| Tunnel | 640,4                | Tunnel de Laille (100 m)                            | Tunnel de Laille (100 m)                            |
| Brücke über Wasserlauf | 642,0                | Saint-Arnaud (135 m)                                | Saint-Arnaud (135 m)                                |
| Bahnhof | 646,5                | Pont-du-Casse                                       | 68 m                                                |
| Strecke mit Straßenbrücke | ~647,9               | D 656 (ehem. N 656)                                 | D 656 (ehem. N 656)                                 |
| Brücke über Wasserlauf | 650,6                | Canal latéral à la Garonne (29 m)                   | Canal latéral à la Garonne (29 m)                   |
| Abzweig geradeaus und von links | 651,6 136,3          | Bahnstrecke Bordeaux–Sète von Toulouse-Matabiau     | Bahnstrecke Bordeaux–Sète von Toulouse-Matabiau     |
| Strecke mit Straßenbrücke | ~136,3               | Av. Henri Barbusse (ehem. N 656)                    | Av. Henri Barbusse (ehem. N 656)                    |
| Strecke mit Straßenbrücke | ~136,0               | D 656 (ehem. N 21)                                  | D 656 (ehem. N 21)                                  |
| Bahnhof | 135,5                | Agen                                                | 48 m                                                |
| |                      | Bahnstrecke Bordeaux–Sète n. Bordeaux-Saint-Jean    |                                                     |

Die Bahnstrecke Niversac–Agen ist eine 141,5 km lange eingleisige, normalspurige Eisenbahnstrecke in Südfrankreich, die in Nord-Süd-Ausrichtung verläuft. Sie verbindet die Bahnstrecke Coutras–Tulle im Norden mit der magistralen Bahnstrecke Bordeaux–Sète, die beide von Bordeaux ausgehend in östliche beziehungsweise südöstliche Richtung ausgerichtet sind. Die Entfernung nach Bordeaux beträgt 85 bzw. 135 km. Die Kilometrierung beginnt im Bahnhof Paris-Austerlitz und setzt sich über Limoges, Périgueux und Tulle fort.

## Geschichte
Ursprünglich bemühte sich die Bahngesellschaft Chemin de fer Grand-Central de France, die Konzession für diese Strecke zu erlangen. Sie sollte ein Teilstück für das Projekt der Verbindung der beiden Hauptstädte Paris und Madrid sein. Das schnelle Verschwinden vom Transportgeschäft durch die Liquidation der Gesellschaft 1857 vernichtete diese Pläne.

### Anfänge
Die Personengesellschaft der Herren aus dem Finanz-, Versicherungs- und Transportgewerbe erlangte am 21. April 1853 eine Eventualkonzession nachdem ihnen ein ähnliches Papier für den spanischen Abschnitt Madrid–Saragossa schon vorlag.: S. 23 Nach zum Teil heftigen Streitereien mit verschiedenen Lokalpolitikern verschiedener französischer Städte um die genaue Streckenführung erfolgte am 2. Februar und 6. April 1855 die Vertragsunterzeichnung mit dem Ministerium für öffentliche Arbeiten, die der Bahngesellschaft die Konzession der Strecke endgültig zusprach. Finanzprobleme machten der Gesellschaft zu schaffen, und die Schwierigkeiten der endgültigen Bestimmung der Trasse kosteten viel Zeit. Es kam zu Fusionsverhandlungen mit anderen, konkurrierenden Bahngesellschaften. Die Gesellschaft wurde zerschlagen.
Diese Strecke, die sich nach Norden über Périgueux nach Limoges fortsetzt, kam 1857 zusammen mit weiteren Bahnstrecken an die Compagnie du chemin de fer de Paris à Orléans (PO). PO entschied sich für die östlichere Trassenführung, die noch heute Bestand hat, und begann 1860 mit dem Einrichten der Baustellen. Die Bauausführung hatte die Unternehmung Bernard frères mit ihrem Chefingenieur Charles-Alexandre Thirion (1827–1901), der sich wenig später durch die Erarbeitung zu Fragen des Patent-, Marken- und gewerblichen Rechtsschutzes große Verdienste und einen hohen Bekanntheitsgrad erwarb. Ihm unterstellt war Jean-Baptiste Krantz (1817–1899), der zur höheren Beamtenschaft Frankreichs gehörte und dem Corps des ingénieurs des ponts et chaussées angeschlossen war. Die gesamte Streckenführung war auf zweigleisigen Ausbau ausgelegt, wurde aber nur eingleisig ausgeführt. Im Abschnitt Le Buisson–Monsempron-Libos kam 1905 ein zweites Gleis hinzu, weil dort anschließende Strecken ein erhöhtes Verkehrsaufkommen mit sich brachten.: S. 22 1943 baute die deutsche Besatzung das zweite Gleis aus. Erst 1955 konnte es wieder installiert werden.: S. 28
Die Eröffnung der Strecke wurde am 3. August 1863 mit einem Eröffnungszug aus Paris gefeiert. Mit der Eröffnung wurde eine Direktverbindung mit Paris eingerichtet. Täglich standen drei Verbindungen standen zur Verfügung. Der Schnellzug benötigte 14 ¾ Stunden, die beiden Personenzüge mehr als 25 Stunden.: S. 25

### Bahnbetrieb
Alle Reisezüge wurden über Niversac hinaus über die Bahnstrecke Coutras–Tulle bis Périgord geführt. Neben den bereits genannten Verbindungen in Le Buisson und Monsempron-Libos gibt es noch in Siorac-en-Périgord Anschluss an die normalspurige, nach Osten verlaufende Bahnstrecke Siorac-en-Périgord–Cazoulès sowie ehemals in Penne die westlich gerichtete Bahnstrecke Penne-d’Agenais–Tonneins. Darüber hinaus bestand zwischen 1912 und 1934 in Villefranche-du-Périgord in Meterspur Anschluss an die 54 km lange Bahnstrecke Loubejac–Sarlat, die von der Chemin de fer de la Dordogne – ab 1926 von der Chemins de Fer Départementaux (CFD) – betrieben wurde.
Nach dem Zweiten Weltkrieg wurde die Strecke als wichtige Infrastruktur klassifiziert und erhielt die Streckennummer 631. Der bereits vor dem Zweiten Weltkrieg bis Tarbes und Auch verkehrende Nachtzug von Paris fuhr bis in die 1990er Jahre noch bis Agen über Périgueux.: S. 30
Über die Jahrzehnte wurde wenig in den Erhalt der Strecke investiert. Größere Schwächen zeigten sich, als Anfang der 2000er Jahre die Geschwindigkeit auf einigen Abschnitten auf 70 km/h reduziert werden musste, weil der Gleisunterbau instabil geworden war. Dies beeinträchtigte insbesondere die Fahrtzeiten der 7 Zugpaare im regionalen Expressverkehr TER. Die Ertüchtigung der Strecke lief unter dem Namen Contrat de plan État-région, fand zwischen Oktober 2012 und Mai 2013 statt und kostete 11 Mio. Euro, die anteilig vom Staat, der Région Aquitanien und dem RFF getragen wurden.

## Bahntrasse
Die Trassenführung gilt als anspruchsvoll, weil sie zahlreiche Täler quert und Berggipfel schneidet. Höchster Punkt ist der Gipfel Le Got (BK 581,4) mit 211 Metern über dem Meeresspiegel. Moderate 10,7 ‰ Steigung beansprucht das Streckenprofil, wofür zahlreiche Kunstbauwerke notwendig wurden. Die beiden längsten sind der Latrape-Tunnel (BK 579,0) mit 1734 m und der Laroque-Tunnel (BK 635,9) mit 1264 m Länge. Hinzu kommen zahlreiche Viadukte aus gelbem Sandstein, elf davon haben eine Länge von 100 bis 321 Metern und eine Bogenöffnung von 10–20 m.
Die Bahnhofsgebäude wurden in zwei unterschiedlichen Größen in Einheitsbauweise erstellt. Die fünf größeren Bahnhöfe sind Les Eyzies (BK 540,6), Le Buisson (BK 557,4), Belvès (BK 570,6), Monsempron-Libos (BK 608,8) und Penne (BK 625,5).